# گوراک (ممسنی)
گوراک یک روستا در ایران است که در دهستان دشمن‌زیاری شهرستان ممسنی واقع شده‌است. گوراک ۱۷۹ نفر جمعیت دارد.